# Meir Auerbach
Meir Auerbach (geb. 10. Februar 1815 in Kowel, Russisches Kaiserreich; gest. 8. Mai 1878 in Jerusalem) war ein jüdischer Gelehrter des 19. Jahrhunderts, Rabbiner und Oberrabbiner.

## Leben
Mit 25 Jahren wurde er Rabbiner in Kowel. Ab 1857 war er Rabbiner in Koło und später in Kalisz.
Im Jahr 1860 ließ er sich in Jerusalem nieder, wo er die Kehillah und Jeschiwa Ohel Jacob (Haus Jakobs) gründete und anschließend der aschkenasische Oberrabbiner von Jerusalem wurde.
Er gründete ein unabhängiges aschkenasisches Gremium für das Schächten, was zu einem erst 1864 beigelegten Konflikt mit dem Hahambaşı und seiner sephardischen Kehillah führte, da diese bis dahin das Schächten kontrollierten.

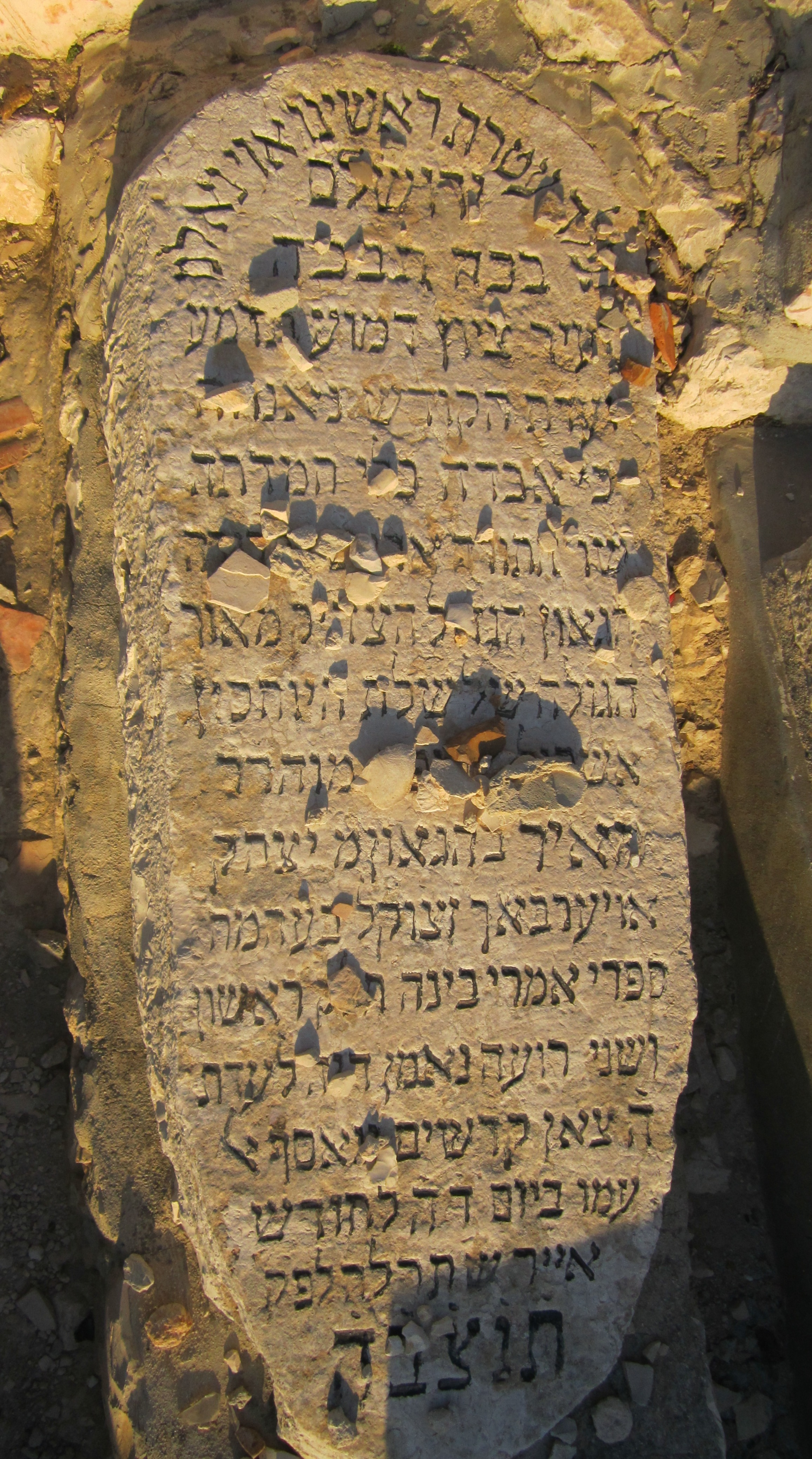
Grab Meir Auerbachs auf dem Jüdischen Friedhof am Ölberg

Gemeinsam mit dem Rabbiner Schmuel Salant stellte er 1866 das unter dem Namen Wa'ad ha-Kelali bekannte Zentralkomitee zusammen, dessen Aufgabe es war, die Verteilung der weltweiten Spenden für verarmte Aschkenasim in Palästina zu verwalten.
Auerbach war ein Verteidiger der Tradition und setzte sich gegen Reformen, vor allem gegen eine säkulare Ausbildung in Jerusalem, ein. Sein Hauptwerk Imrei Bina veröffentlichte er im Jahre 1874.
Rabbi Meir Auerbach starb am 8. Mai 1878 in Jerusalem. Begraben wurde Meir Auerbach auf dem Jüdischen Friedhof am Ölberg. Nach seinem Tod wurde eine sogenannte „bet ha-midrash“ zur Bewahrung seines Andenkens gegründet.
Der Rabbiner Chajim Leib Auerbach war verwandt mit ihm.